# Náhuatl del norte de Chiapas
El náhuatl del norte de Chiapas o mexicano de Soyaló es una variante del idioma náhuatl o mexicano que era hablada en la región de los Altos de Chiapas, principalmente en los municipios de Soyaló, Bochil, Copainalá, Jitotol y Solistahuacán. En el Soconusco también se hablaba una variante de náhuatl, aunque muy diferente, tanto léxica como fonológicamente, del mexicano de los Altos de Chiapas.

## Historia
Durante la época novohispana, especialmente en los siglos XVII y XVIII, se establecieron pequeños grupos de nahuahablantes en regiones como los valles de Jitotol y la meseta de Ixtapa. Las investigaciones lingüísticas han demostrado que el náhuatl hablado allí compartía rasgos con el náhuatl de Guatemala. Se cree que estos hablantes llegaron a la región huyendo de los ataques piratas en las costas del Golfo de México, y se establecieron en zonas que habían quedado despobladas por epidemias y guerras.
La mención más antigua de la lengua náhuatl en esta región es del año 1876, cuando se documentó que en Soyaló se hablaba “zotzil y muy poco el mexicano”. Esta observación fue confirmada décadas después en 1907 y 1911. Según Enrique Santibáñez, estas comunidades descendían de tropas auxiliares nahuas que llegaron con los conquistadores y se asentaron sin mezclarse del todo con la población local.
Estudios de campo realizados en 1962 documentaron los últimos reductos del náhuatl en Chiapas. En pueblos como Soyaló y Bochil aún vivían algunos ancianos que lo hablaban. Estas comunidades se autodenominaban "mexicaneros", y sus miembros afirmaban descender de migrantes provenientes del centro de México. Hacia mediados del siglo, la lengua estaba en retroceso, desplazada por el tsotsil, el zoque y el español, aunque algunas palabras y recuerdos sobrevivían entre los más mayores.
En Pueblo Nuevo Solistahuacán, por ejemplo, informantes entrevistados en los años setenta recordaban palabras y números que habían aprendido de sus padres y abuelos, quienes decían hablar la misma lengua que los habitantes de Bochil y Soyaló. Estas localidades, junto con otras como Copainalá, fueron señaladas por comerciantes y habitantes como lugares donde se hablaba el mexicano hasta bien entrado el siglo XX.
Uno de los hablantes entrevistados, Isidro Hernández, explicó que hacia principios del siglo, toda la población de Soyaló era hablante de mexicano. Contó que el pueblo en ese entonces era pequeño y estaba habitado casi exclusivamente por familias que conservaban la lengua. Sin embargo, con el paso del tiempo, empezaron a llegar personas no indígenas, provenientes de Ixtapa, quienes fueron estableciéndose en el lugar y desplazaron gradualmente a los hablantes de náhuatl, tanto social como lingüísticamente. Según sus palabras, fue ese proceso de migración e integración lo que llevó al abandono progresivo del idioma en la comunidad.

## Frases de ejemplo
Yalwa yonikkwah nakat.
Ayer comí carne.
Ya otiksewih momaskot.
Ya apagaste tu lumbre.
In koyamit iaxka nopiltsin.
El cerdo es de mi hijo.
Ya onpa wallow in miston.
Ahí viene el gato.
Mosta ya niyaw pa Bochil.
Mañana iré a Bochil.